# Pépiniériste

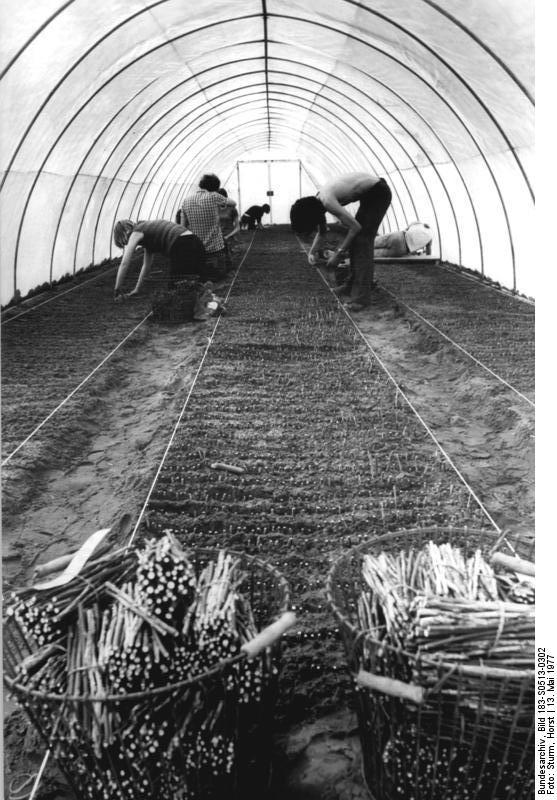
Berlin, vue sur une pépinière sous tente en film, où les boutures exigeantes se développent.

Un pépiniériste est un horticulteur spécialisé dans la production de plantes pérennes ou ligneuses d'extérieur qui demandent plusieurs années de culture avant d'être commercialisables̻,.
Le pépiniériste est souvent généraliste et pourra donc aussi bien produire des arbres fruitiers, des arbres d'ornement, des espèces forestières, des plantes vivaces, etc., Dans ce but il produit ces plantes par reproduction sexuée à partir de graines ou par multiplication végétative en pratiquant le bouturage, le marcottage, la reproduction in vitro...
Pour de nombreuses espèces, en particulier les espèces fruitières, il pratique aussi le greffage.
Un pépiniériste pratique aussi la taille afin de donner une forme adaptée aux arbres et arbustes qu'il produit.
Le pépiniériste peut être aussi bien l'artisan que produit que le responsable de l'entreprise de pépinière.
Le métier va de la récolte des graines et des boutures, puis la production des plants en terre ou sous abris, la récolte et le conditionnement des plants ainsi que leur commercialisation.

## Formation
Les centres de formation aux métiers du paysage et de l'horticulture forment les pépiniéristes.